# Suksaha
Suksaha (mandchou : ᠰᡠᡴᠰᠠᡥᠠ ; chinois : 蘇克薩哈 ; pinyin : Sūkèsàhā) était un des quatre régents (en) de l’Empereur Kangxi sous la dynastie Qing.